# 埼玉高速鉄道線
埼玉高速鉄道線（さいたまこうそくてつどうせん）は、東京都北区の赤羽岩淵駅から埼玉県川口市を通り、同県さいたま市緑区の浦和美園駅までを結ぶ、埼玉高速鉄道の鉄道路線。埼玉スタジアム線（さいたまスタジアムせん、英: Saitama Stadium Line）という愛称が付けられている。
駅ナンバリングで使われる路線記号はSRで、番号部分は直通運転を行っている東京地下鉄（東京メトロ）南北線との連番（目黒駅を01とみなす）になっている。

## 概要
東京メトロ南北線の終点駅である赤羽岩淵駅から埼玉県に延長する形で浦和美園駅に至る路線である。起点の赤羽岩淵駅および終点の浦和美園駅以外は、全ての駅が川口市に所在している。路線の大半は地下を通り、浦和美園駅及び隣接する車両基地のみ地上にある。埼玉県内では唯一地下駅が複数ある路線となっている。
JR東北本線（京浜東北線・宇都宮線）と東武伊勢崎線（東武スカイツリーライン）・日暮里・舎人ライナーに挟まれた、国道122号（岩槻街道）や日光御成街道沿線の川口市東部・北部及びさいたま市東部と都心を結ぶ路線としての役割を担っている。特に本路線の開業まで鉄道が通っていなかった旧鳩ヶ谷市は、バスのみだった交通状況が大きく改善された。また、浦和美園駅は「埼玉スタジアム2002」への主要な交通手段として利用されると共に、駅周辺は「みそのウィングシティ」と名付けられた大規模な区画整理が行われた。
2001年の開業以来6両編成での運転となっていたが、全駅のホームが8両分確保されており、2022年4月より一部列車で8両編成の運転が開始された。
東京地下鉄管理の赤羽岩淵駅をのぞき、各駅にレインボーカラーを使用したステーションカラーを採用し、それをホームドアなどに配色している。また、ベンチにも工夫を凝らしている。発車メロディは赤羽岩淵駅を除く全ての駅で南北線の旧発車メロディ（A線、B線）を使用している。
本路線は荒川を横断する鉄道で唯一地下を抜けている（赤羽岩淵 - 川口元郷間の国道122号新荒川大橋すぐ西側）。線路トンネルの下部には、環境用水の導水管が川口元郷駅付近から12 kmにわたって併設されており、水質の悪い綾瀬川や芝川など4つの河川に荒川の水を引き込み、水質改善の試みが行われている。
浦和美園駅から岩槻駅を経て蓮田駅に至る路線延伸が検討されている（「今後の予定」の節参照）。

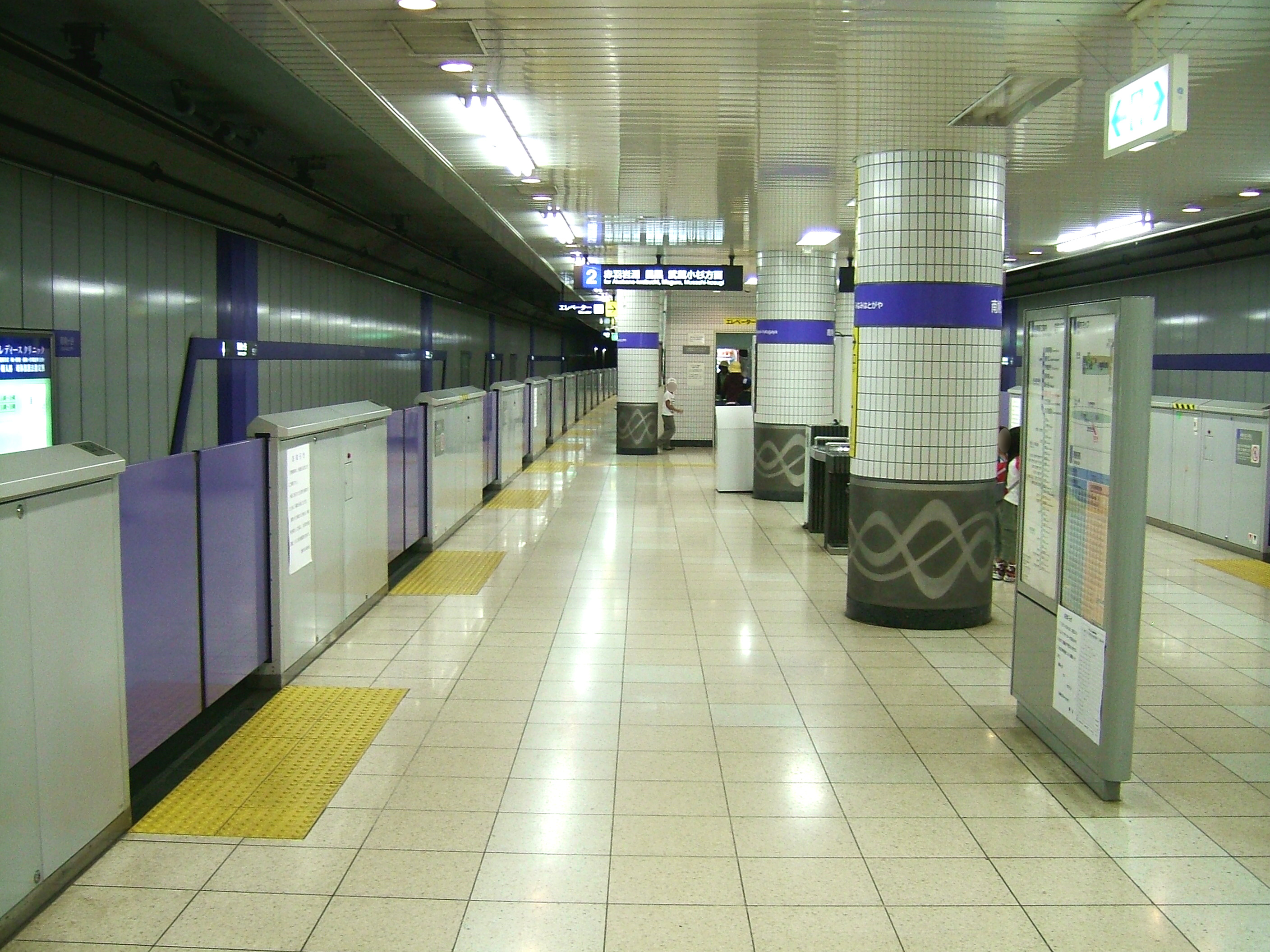
各駅にはホームドアが設置されている（南鳩ヶ谷駅）。
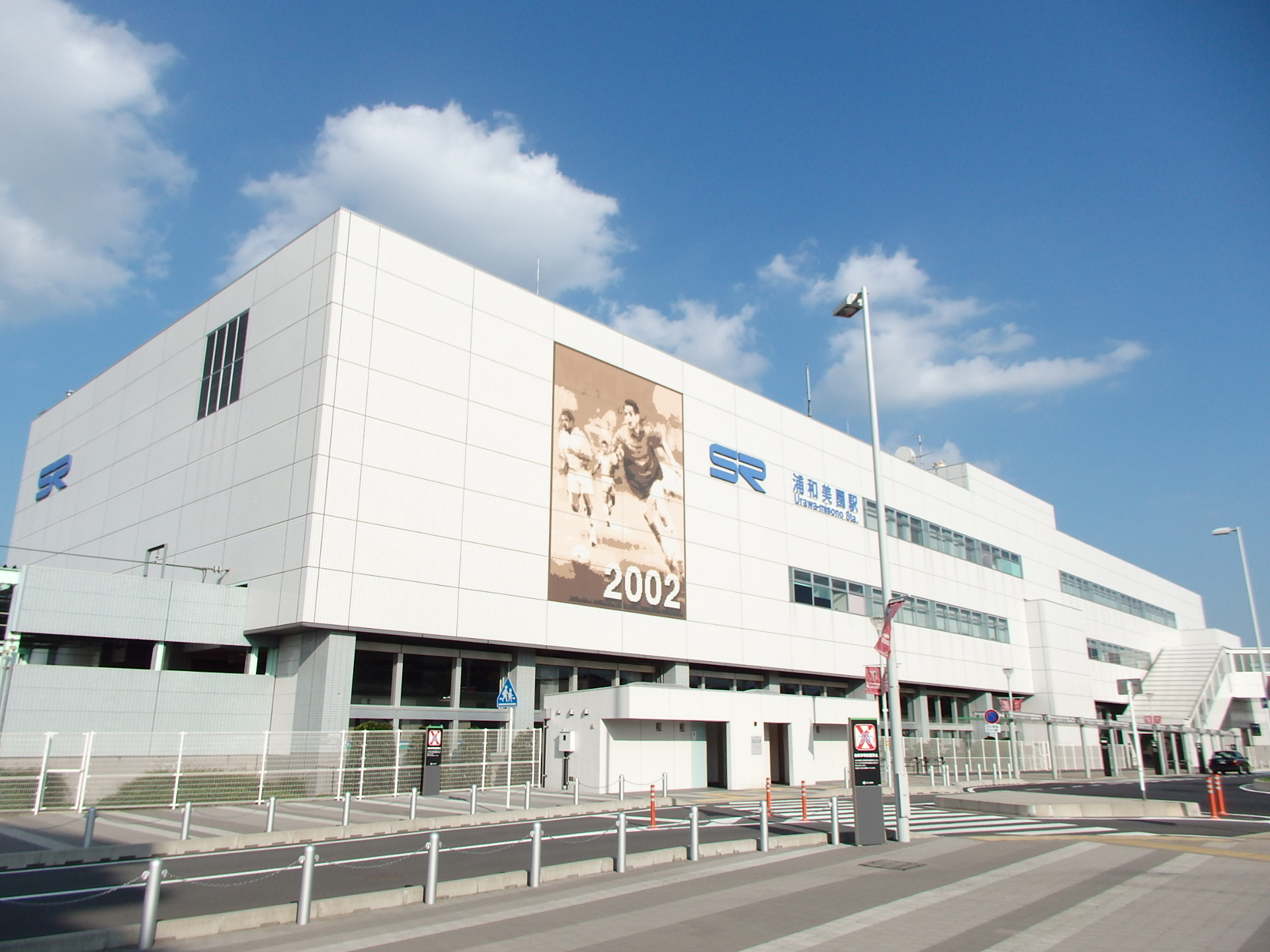
浦和美園駅の2002 FIFAワールドカップ開催を記念とした壁画。
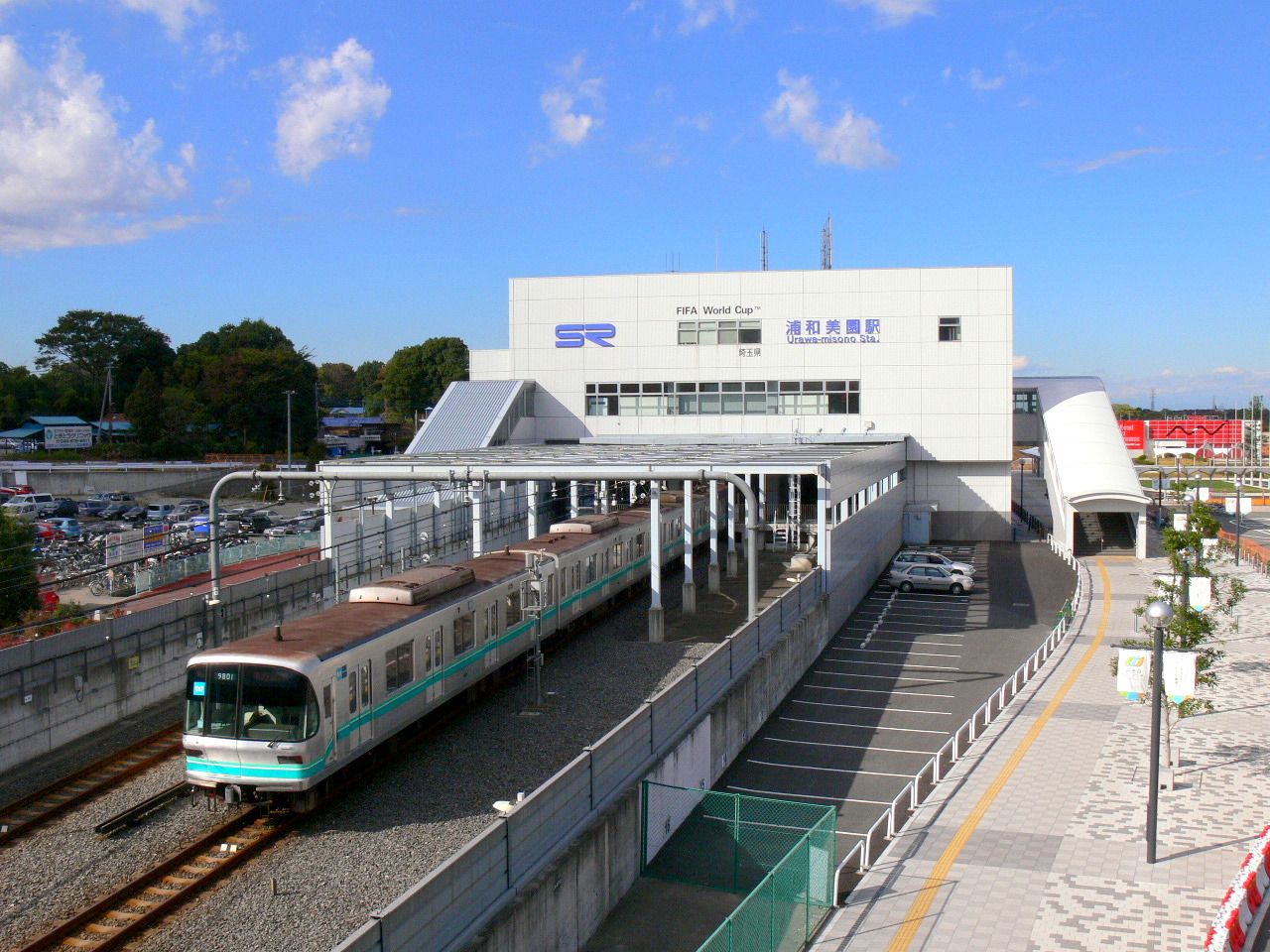
埼玉高速鉄道線に乗り入れる東京地下鉄9000系電車。
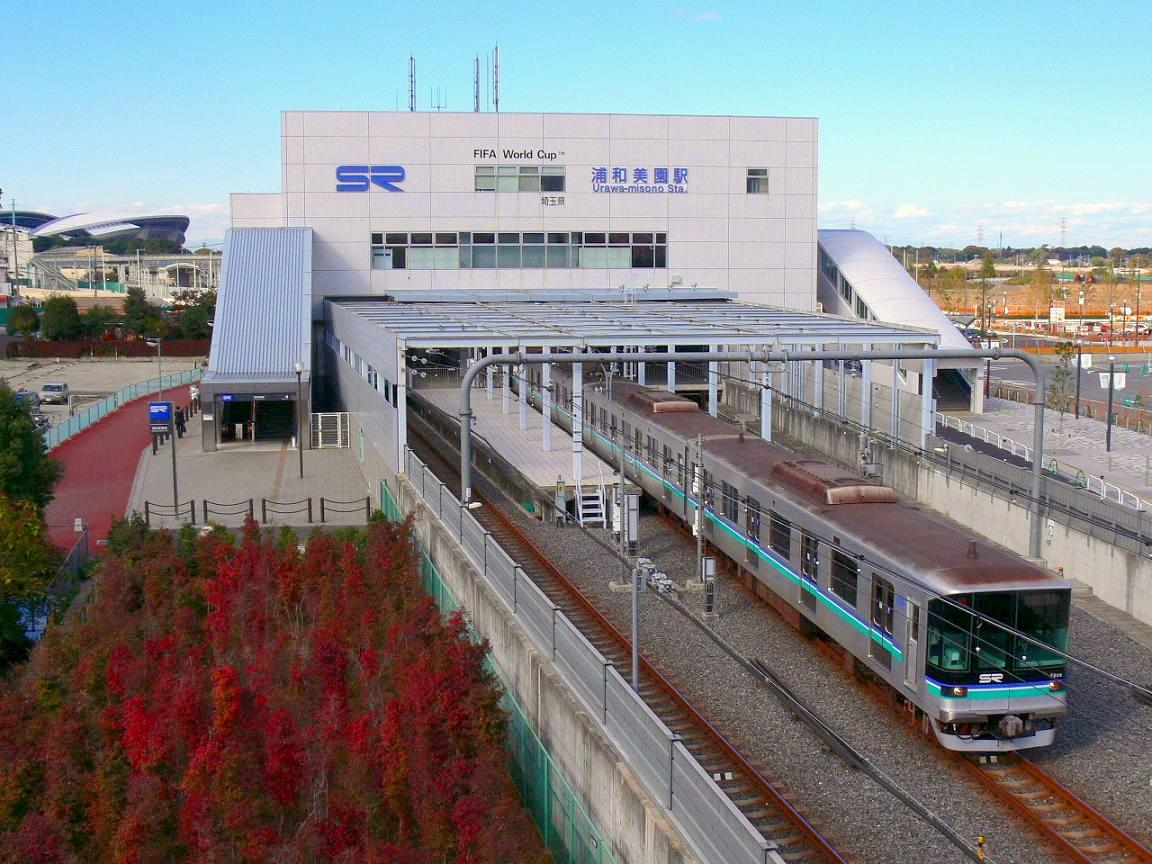
浦和美園駅と埼玉高速鉄道2000系電車。

### 路線データ
- 管轄（事業種別）：埼玉高速鉄道（第一種鉄道事業者）
- 路線距離（営業キロ）：14.6 km（地上区間：0.4 km）[7]
- 軌間：1,067 mm[7]
- 駅数（起終点を含む）：8駅[7]
- 最高速度：80 km/h[7]
- 表定速度：45.5 km/h（2021年4月1日現在）[7]
- 平均速度：54.2 km/h（2021年4月1日現在）[7]
- 全線所要時分：19分15秒（2021年4月1日現在）[7]
- 複線区間：全線
- 電化区間：全線（直流1,500 V・架空電車線方式）
- 最急勾配：35 ‰[1]（赤羽岩淵 - 川口元郷間・南鳩ヶ谷 - 鳩ヶ谷[1]間）
- 最小曲線半径：248 m[1]
- 保安装置：CS-ATC[7]
- 列車無線方式：空間波無線 (SR) 方式[7]
- 車両基地：浦和美園車両基地（浦和美園駅北側）
- 建設主体：日本鉄道建設公団（現 独立行政法人 鉄道建設・運輸施設整備支援機構）

## 名称・愛称
直通先の南北線や東急線からの連絡乗車券などは、路線名ではなく事業者（略称で「埼玉高速」）の路線を指す「埼玉高速線」と案内および表示されている。なお、東京メトロ東西線の直通先である「東葉高速線」はそれ自体が正式名称（事業者「東葉高速鉄道」の路線「東葉高速線」）であるのに対して、本路線は「埼玉高速鉄道線」が正式名称（事業者「埼玉高速鉄道」の路線「埼玉高速鉄道線」）である。
2002年3月には路線愛称の公募が行われ、「彩の国スタジアム線」という路線愛称が付けられた。しかし、車内や駅構内の案内放送ではまったく呼称されていない上に利用客にも定着せず、埼玉高速鉄道側からも「埼玉高速鉄道線」での案内となっていた。
2015年4月、「彩の国スタジアム線」に代わる新たな路線愛称を公募して、社内選考により「埼玉南北線」「埼玉スタジアム線（埼スタ線）」「埼スタメトロライン」の3案に絞り込み、一般から最終投票を実施した。その結果、「埼玉スタジアム線（埼スタ線）」が選ばれ、11月に使用を開始した。以降、案内放送を含む大半の旅客向け案内では「埼玉スタジアム線」、加えて一部の広報物では略称の「埼スタ線」を用いる形態がとられている。

## 歴史
本路線は、1972年（昭和47年）の都市交通審議会答申第15号において、東京7号線の埼玉方面への延伸区間として「川口市中央部…浦和市東部間」が定められたのが始まりである。その後1985年（昭和60年）の運輸政策審議会答申第7号では、埼玉県内は「鳩ヶ谷市中央経由で東川口から浦和市東部」へと変更された。1992年（平成4年）に埼玉県、沿線3市および帝都高速度交通営団（現在の東京地下鉄〈東京メトロ〉）等により第三セクター「埼玉高速鉄道株式会社」が設立され、1995年（平成7年）に着工、2001年（平成13年）3月28日に赤羽岩淵 - 浦和美園間が開業した。
全体の建設費用は2591億円、1キロメートルあたり170億円である。赤羽岩淵駅から鳩ヶ谷駅終端の6.2 km間は地下高速鉄道整備事業費補助金対象工事の対象となり、事業主体である埼玉高速鉄道株式会社が自ら建設主体となって帝都高速度交通営団に施工を委託した。鳩ヶ谷駅終端から浦和美園駅間の8.4 km間はP線対象工事となり、鳩ヶ谷駅終端から浦和美園駅始端の8.1 km間は建設主体である日本鉄道建設公団が施工した。浦和美園駅から車両基地の0.3 kmは日本鉄道建設公団が埼玉高速鉄道株式会社に施工を委託した。

### 年表
- 1992年（平成4年）
  - 3月25日：埼玉高速鉄道株式会社設立[14]。
  - 11月11日：免許申請。
  - 12月17日：第一種鉄道事業免許取得[14]。
- 1993年（平成5年）10月1日：運輸省より工事認可（土木施設）。
- 1994年（平成6年）
  - 4月：埼玉県内の都市計画決定。
  - 8月：東京都内の都市計画決定。
  - 9月：運輸省より工事認可（電気施設）。
- 1995年（平成7年）
  - 5月：建設省より工事施工認可。
  - 7月13日：起工式[13]。
- 1999年（平成11年）
  - 9月：駅名決定。それまで仮称だった鳩ヶ谷中央駅を鳩ヶ谷駅に、川口戸塚駅を戸塚安行駅に、浦和大門駅を浦和美園駅とする。
  - 11月19日：シールドトンネル貫通式。
- 2000年（平成12年）
  - 8月24日：レール締結式[15]。
  - 11月15日：試運転列車入線。
- 2001年（平成13年）
  - 2月12日：トンネルウォーク開催。
  - 3月28日：赤羽岩淵駅 - 浦和美園駅間開業[14]。営団（現：東京地下鉄）南北線、東急目黒線武蔵小杉駅までの直通運転開始[16][17]。
- 2002年（平成14年）
  - 3月30日：路線愛称が「彩の国スタジアム線」に決定と発表[9][10]。
  - 11月29日：深夜帯に運転されていた東川口行きの下り列車4本をすべて浦和美園行きに延長[18]。
- 2006年（平成18年）9月25日：ダイヤ改正[19]。東急目黒線の急行運転開始に伴い、赤羽岩淵方面行きの列車に急行列車が誕生[19]。
- 2008年（平成20年）6月22日：直通運転区間を日吉駅まで延伸[20]。
- 2009年（平成21年）6月6日：ダイヤ改正[21]。日中の鳩ヶ谷駅 - 浦和美園駅間が毎時6本から5本に減便し、12分間隔となる[21]。
- 2011年（平成23年）
  - 3月11日：東日本大震災が発生し、全区間で一時運休。午後9時20分頃に運転を再開し、終夜運転を実施。埼玉県東部の鉄道路線において、東日本大震災当日に運転を再開したのは当路線のみであった。
  - 7月1日：土休日ダイヤが通常ダイヤに戻る。
  - 9月12日：電気使用制限が9月9日をもって解除されたことに伴い、平日ダイヤが通常ダイヤに戻る。
- 2012年（平成24年）3月17日：ダイヤ改正[22]。平日の夕夜間帯に増発。下り終電を2分繰り下げ、赤羽岩淵駅0:15発とする[22]。
- 2013年（平成25年）
  - 3月1日：各駅の自動精算機を休止。
  - 3月16日：ダイヤ改正[23]。平日の朝・夕夜間帯、および土休日の朝に増発[23]。
  - 10月31日：各駅の自動精算機を廃止。
- 2014年（平成26年）3月15日：ダイヤ改正。平日ダイヤにおいて鳩ヶ谷行きの下り終電を新設し、赤羽岩淵駅0:30発とする[23]。併せて浦和美園行きの下り終電を4分繰り下げ、赤羽岩淵0:19発とする。平日ダイヤの上り終電を11分繰り下げ、浦和美園駅0:06発とする[23]。
- 2015年（平成27年）
  - 2月13日：午前10時より、全線のトンネル内で携帯電話サービスの提供を開始[24]。
  - 3月14日：ダイヤ改正[25]。鳩ヶ谷駅発着の一部列車を浦和美園駅発着に延長し、鳩ヶ谷駅 - 浦和美園駅間で増発[25]。
  - 7月24日：赤羽岩淵駅を除く7駅の副駅名を募集開始[26]。
  - 11月27日：新しい路線愛称が「埼玉スタジアム線」に決定と発表[2]。以後、旅客案内で順次使用を開始。
- 2016年（平成28年）3月22日：マスコットキャラクターとして「たまさぶろう」が登場する[27]。
- 2017年（平成29年）3月25日：ダイヤ改正。土休日ダイヤにおいて鳩ヶ谷行きの下り終電を新設し、赤羽岩淵駅0:22発とする[28]。
- 2018年（平成30年）3月30日：ダイヤ改正。鳩ヶ谷行き下り終電の浦和美園延伸など平日朝夕に増発[29]。日中の赤羽岩淵駅 - 鳩ヶ谷駅間が毎時10本から7 - 8本に減便し、6 - 12分間隔となる。
- 2019年（平成31年・令和元年）
  - 3月16日：ダイヤ改正[30]。平日ダイヤの下り終電を12分繰り下げ、赤羽岩淵駅0:42発とする[30]。日中の赤羽岩淵駅 - 鳩ヶ谷駅間が毎時5本に減便し、日中の鳩ヶ谷発着を廃止。
  - 4月上期：8両編成列車運行に向けた工事を開始[31]。
- 2021年（令和3年）3月13日：ダイヤ改正[32]。平日ダイヤの下り終電を3分繰り上げ、赤羽岩淵駅0:39発とする。
- 2022年（令和4年）4月1日：8両編成の運行を開始[4][5]。
- 2023年（令和5年）3月18日：ダイヤ改正[33]。東京メトロ南北線、東急目黒線を経由して東急新横浜線・相鉄線と直通運転を開始[34][35][36][37][38][39]。

## 運行形態
| 系統＼駅名 | 系統＼駅名                  | 直通先    | 赤羽岩淵 | …   | 浦和美園 |
| ---------- | --------------------------- | --------- | -------- | --- | -------- |
| 運行 本数  | 南北線経由 （東急線内急行） | ←新横浜   | 1本      | 1本 | 1本      |
| 運行 本数  | 南北線経由 （東急線内各停） | ←新横浜   | 1本      | 1本 | 1本      |
| 運行 本数  | 南北線経由 （東急線内各停） | ←日吉     | 1本      | 1本 | 1本      |
| 運行 本数  | 南北線直通                  | ←白金高輪 | 2本      | 2本 | 2本      |

定期列車はすべての列車が東京メトロ南北線と相互直通運転を行い、東急目黒線・東急新横浜線とも直通運転を行っている。日中を除く時間帯にはこれに加えて相鉄線への直通列車が設定されている。
日中は浦和美園発着の列車が毎時5本（内訳は2本が白金高輪発着、1本が日吉発着、2本が新横浜発着・東急線内急行運転と各停が各1本ずつ）、12分間隔で運転される。朝時間帯には鳩ヶ谷発着の列車も運行されている。
- 開業当初 - 浦和美園発着毎時6本、鳩ヶ谷発着毎時4本
- 2009年6月ダイヤ改正以降 - 浦和美園発着毎時5本、鳩ヶ谷発着毎時5本[21]
- 2018年3月ダイヤ改正以降 - 浦和美園発着毎時5本、鳩ヶ谷発着毎時2 - 3本
- 2019年3月ダイヤ改正以降 - 浦和美園発着毎時5本

東急線では急行列車の運転が行われており、赤羽岩淵方面行きの一部の列車が急行の種別を表示した上で運転されているが、当路線内および東京メトロ南北線内は各駅に停車する。当初は各駅停車においては行先のみ表示されていたが、2018年頃より一部列車で「各停」「各駅停車」と表示するようになった。
全線でATOによる自動運転およびワンマン運転を実施している。車内放送は東京メトロと同じく森谷真弓が担当している。
「埼玉スタジアム2002」でのサッカー試合開催日には臨時ダイヤが組まれ、列車が増発される。また試合終了後、浦和美園方面からは折り返し設備がある鳩ヶ谷行や市ケ谷行など、通常ダイヤでは運行されない行先の臨時列車も運行される。
過去には、臨時列車「みなとみらい号」が日吉駅から先の東急東横線を介して横浜高速鉄道みなとみらい線の元町・中華街駅まで直通運転を行っていた。

## 車両

### 自社車両
- 2000系（6両編成）

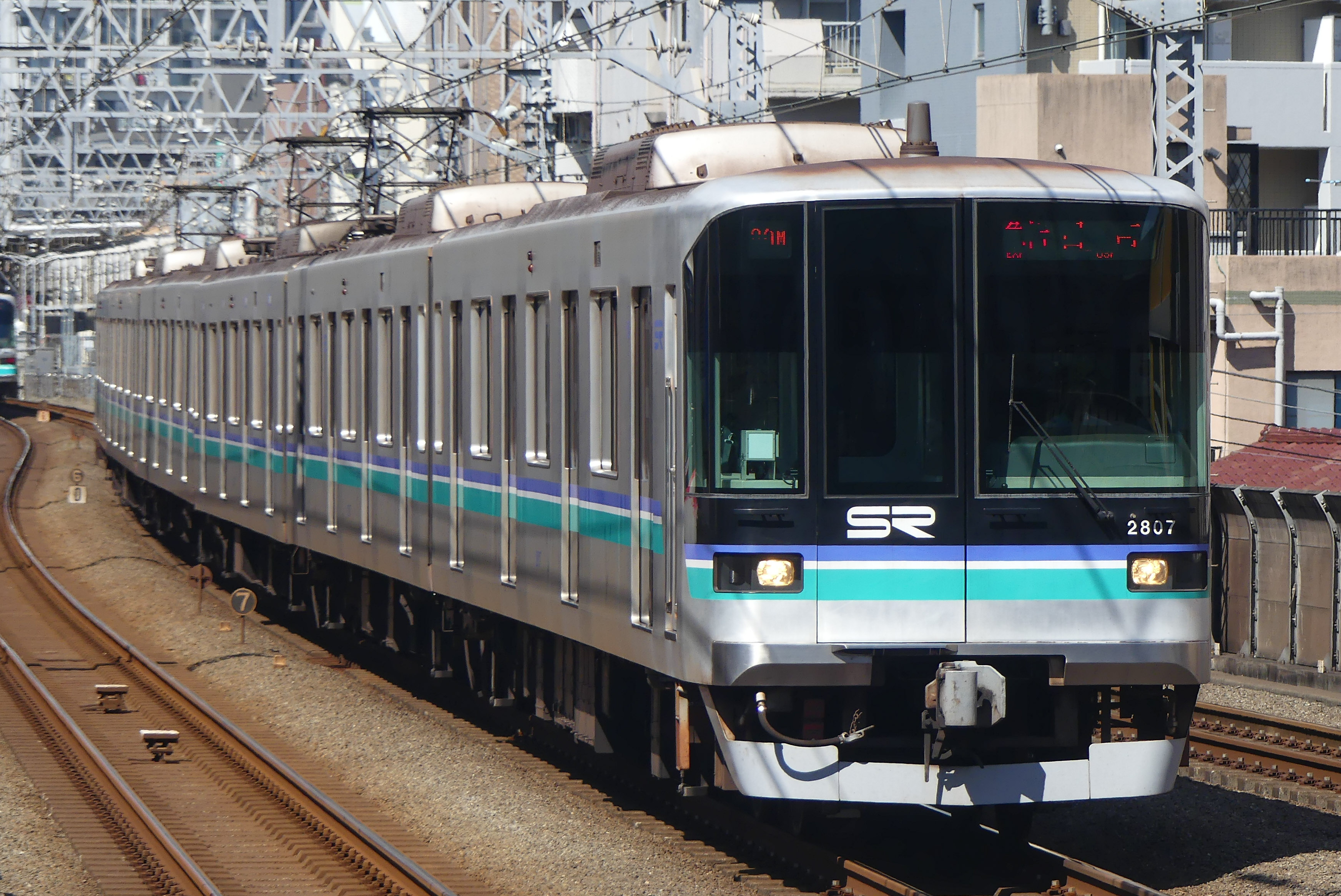
2000系

### 乗り入れ車両
- 東京地下鉄
  - 9000系（6・8両編成）

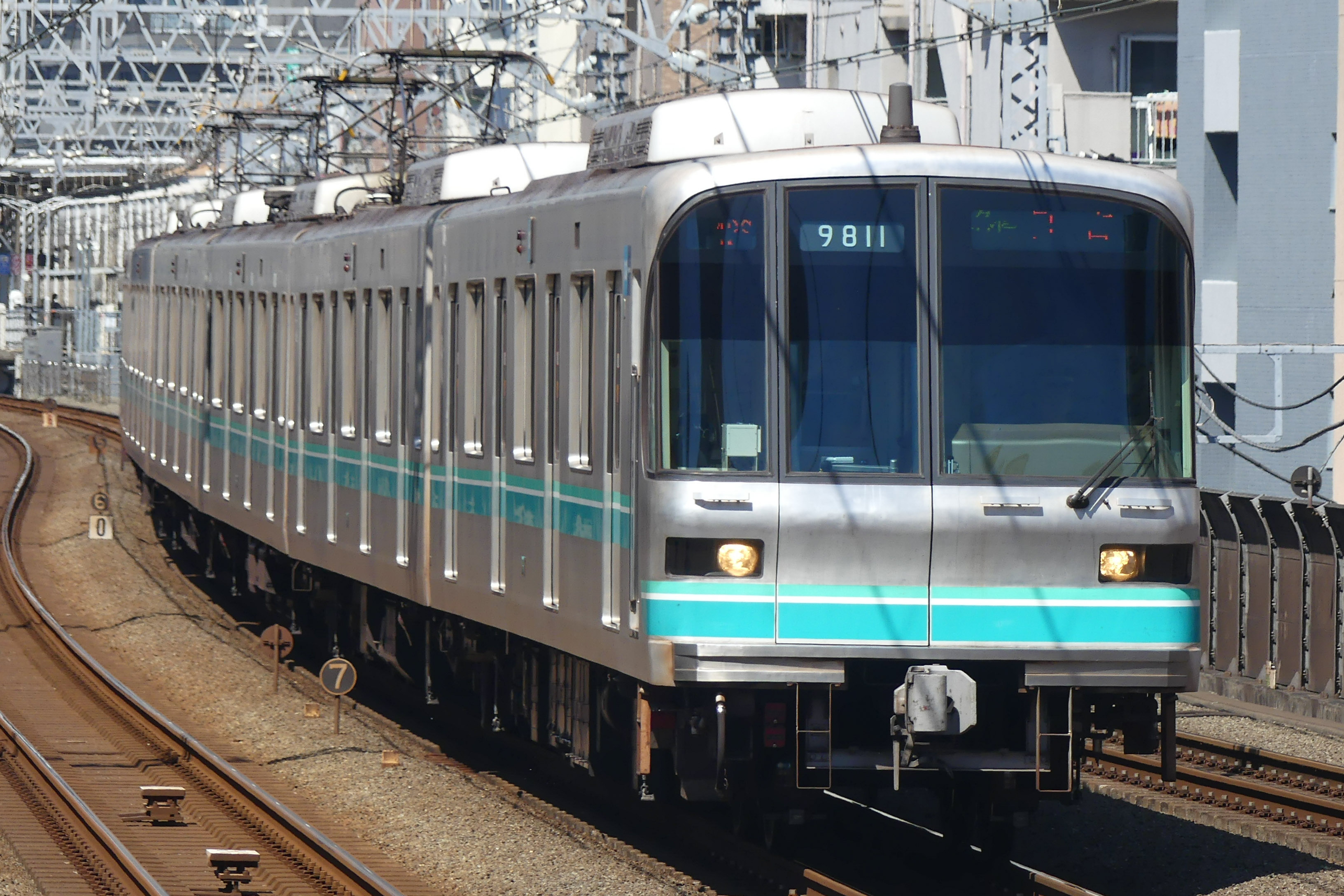
9000系（1-4次車）
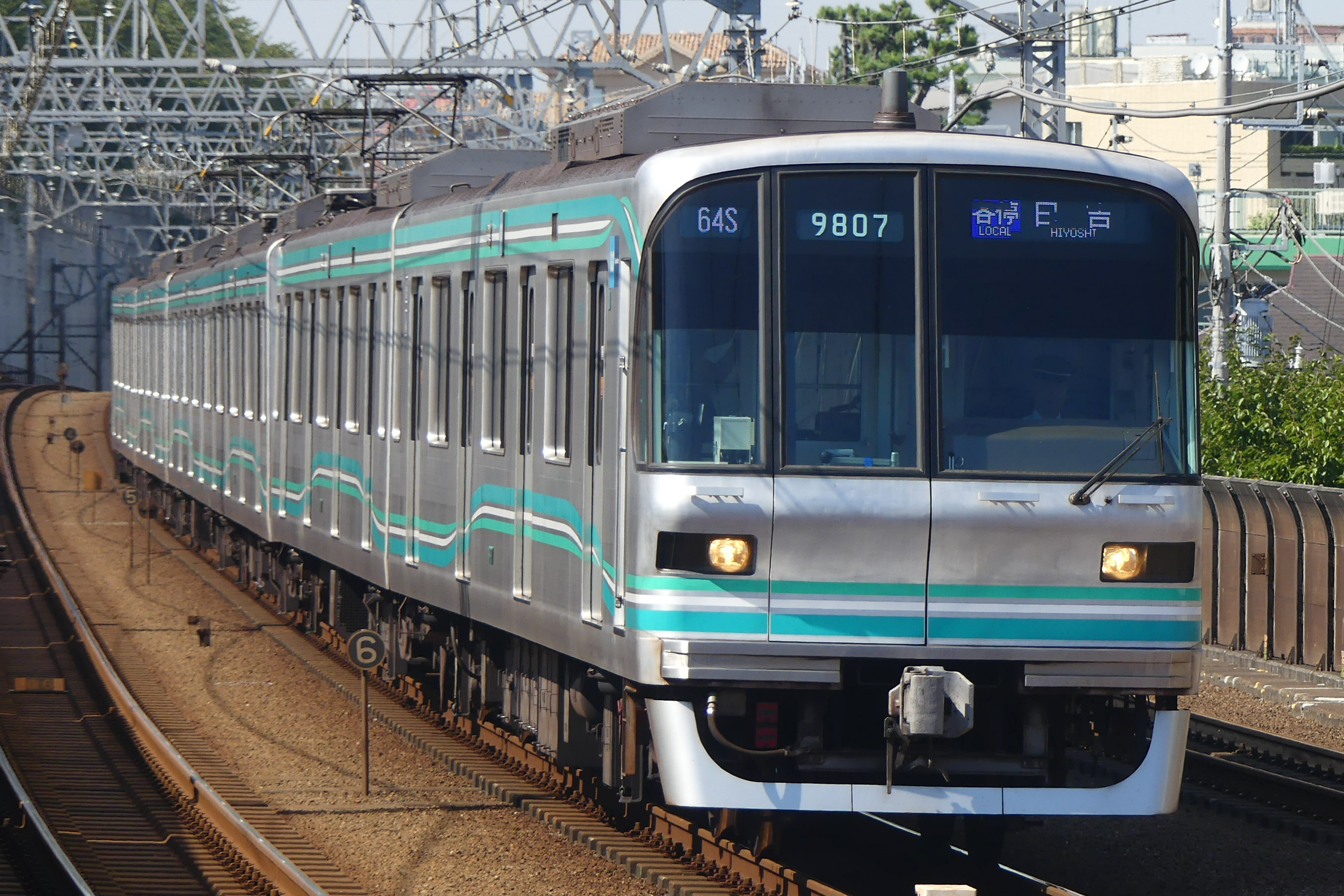
9000系（1-4次車、B修工事施工車）
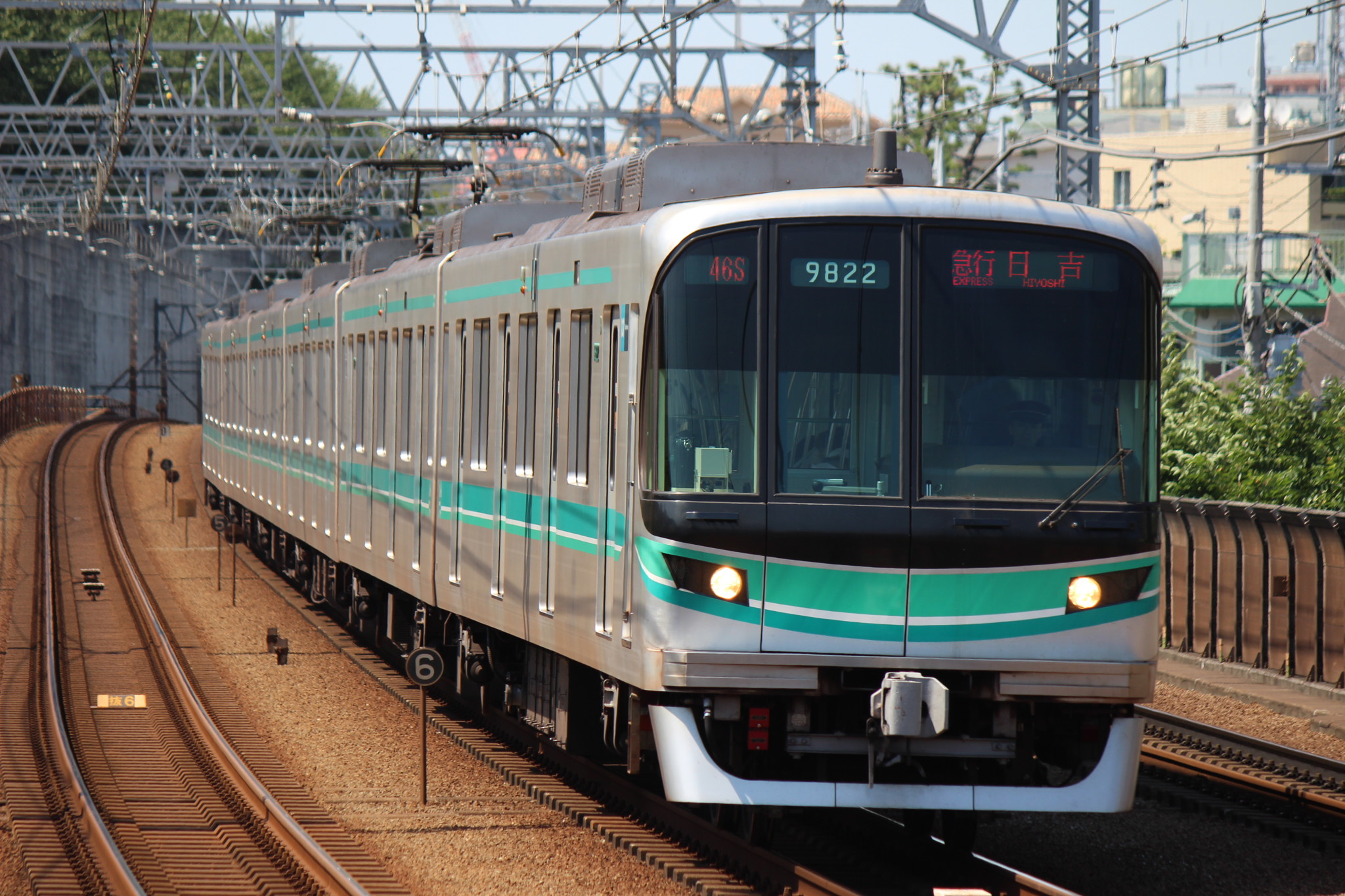
9000系（5次車）

- 東急電鉄
  - 3020系（8両編成）
  - 5080系（8両編成）
  - 3000系（8両編成）

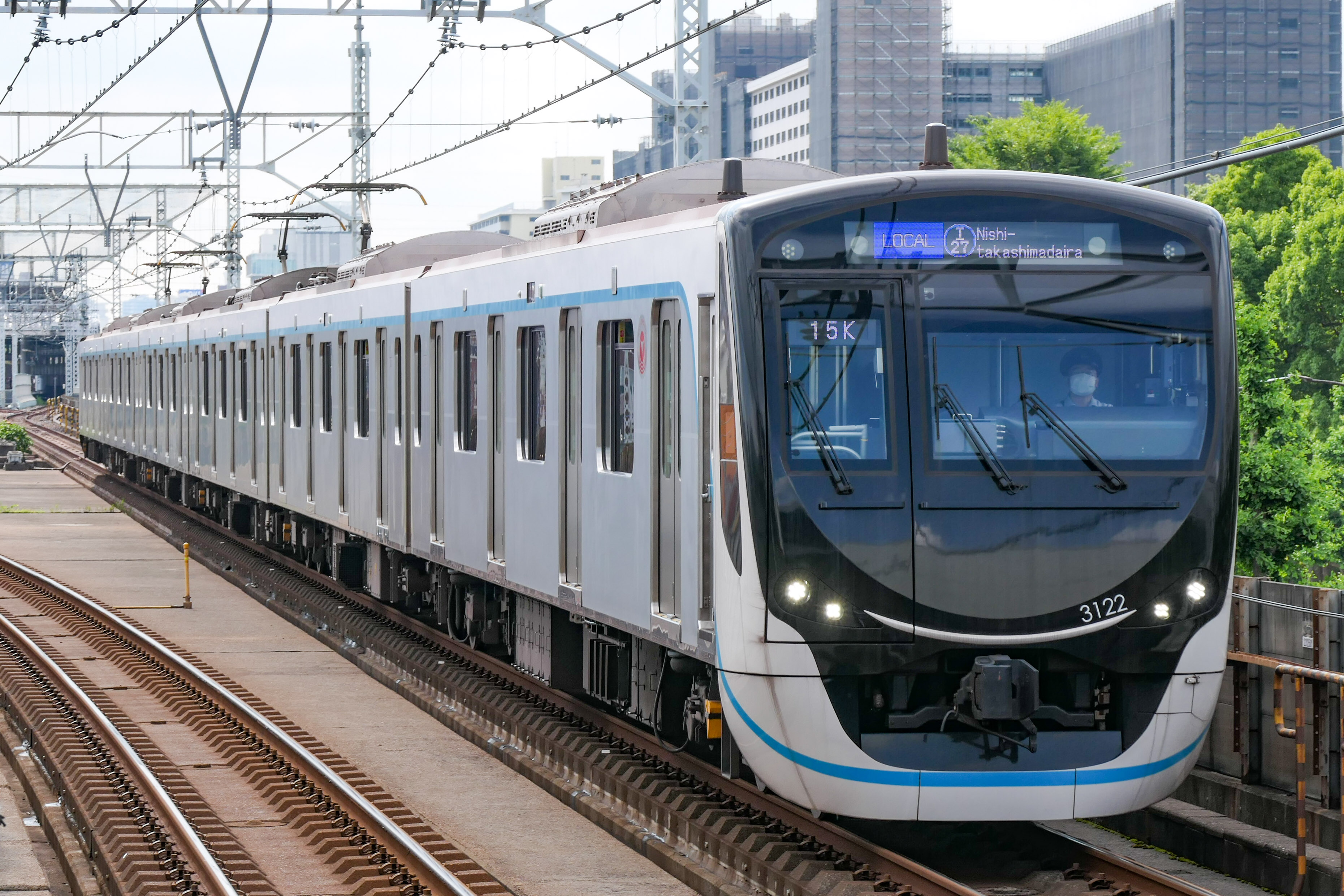
3020系
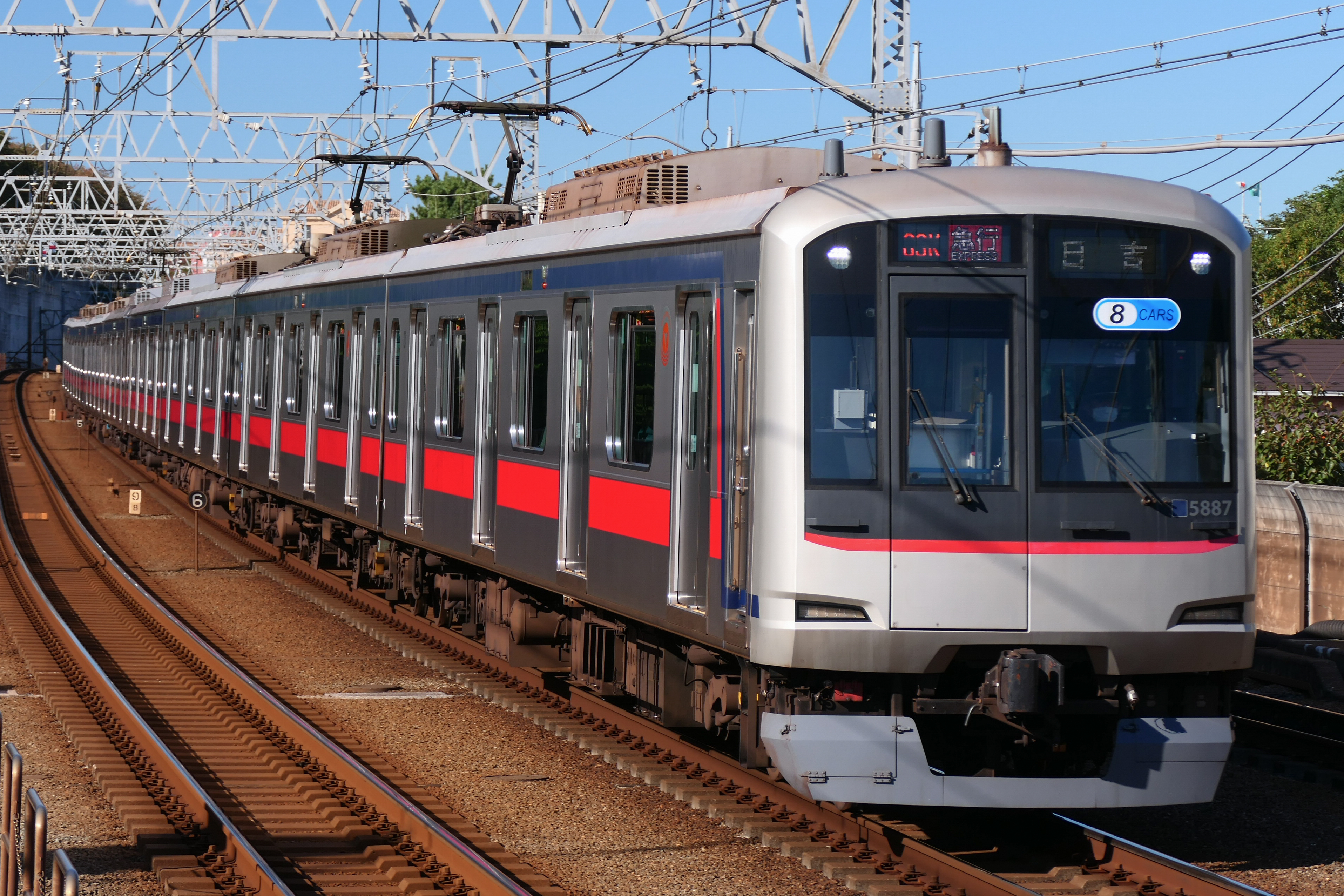
5080系
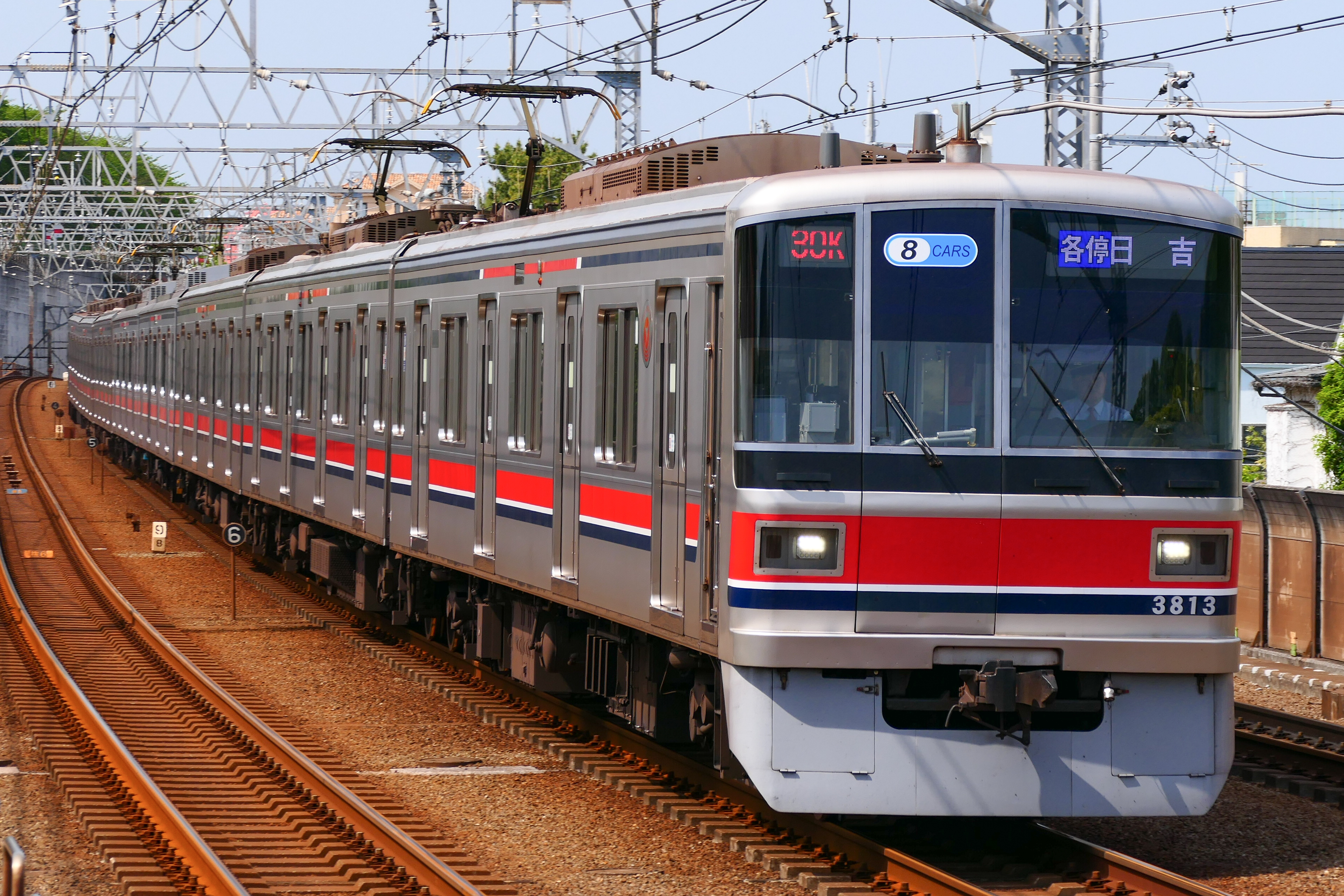
3000系

当路線の開業により、東急の車両が営業運転として初めて埼玉県内に乗り入れるようになった。
- 相模鉄道
  - 21000系（8両編成）

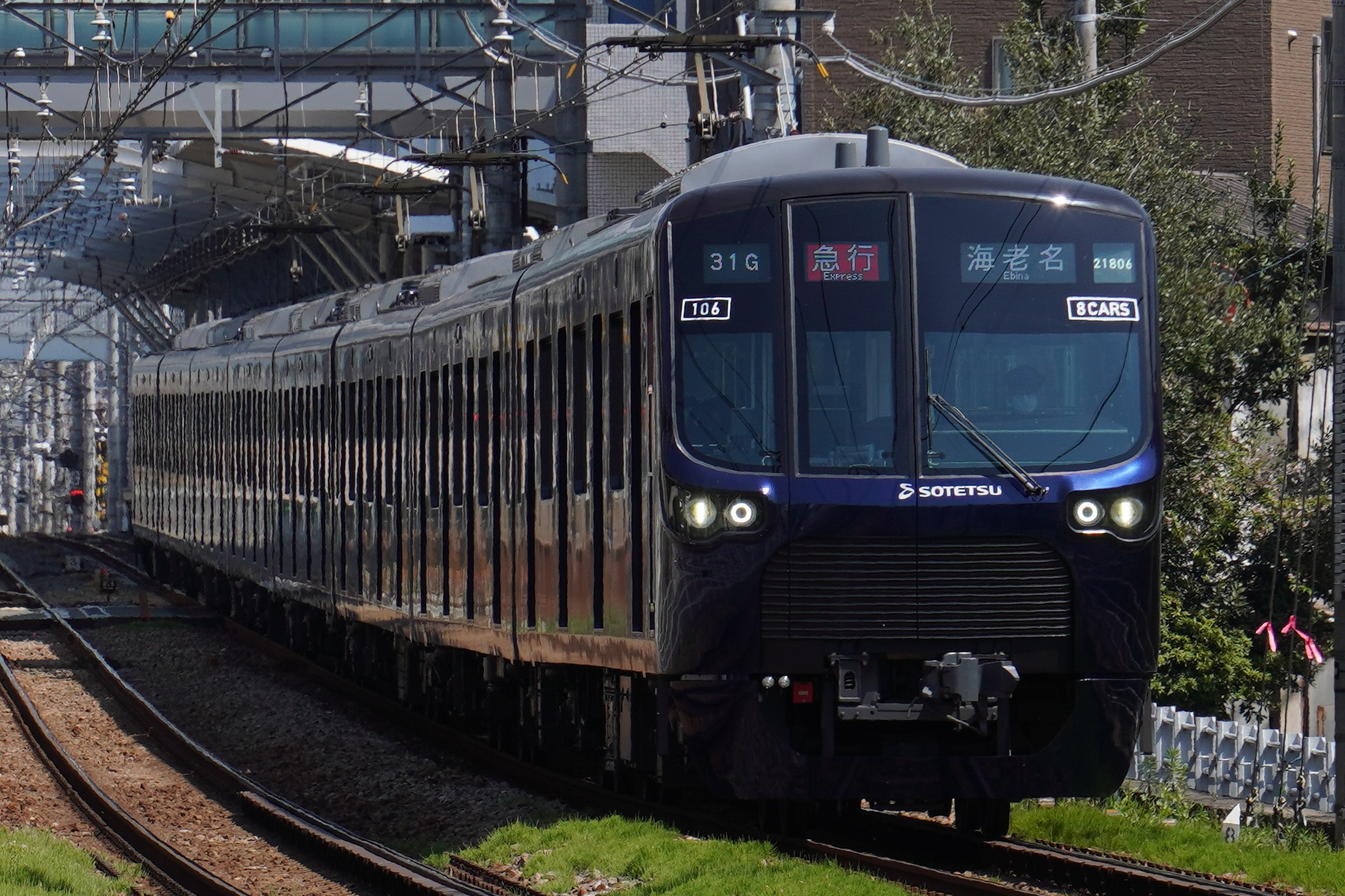
21000系

東急新横浜線の開業により、相模鉄道（相鉄）の車両が営業運転として初めて埼玉県内に乗り入れるようになった。
なお、東京都交通局6300形電車は通常時のほか事故や車両トラブル、ダイヤ乱れがあっても東京メトロ南北線・埼玉高速鉄道線の麻布十番駅 - 浦和美園駅間には乗り入れないが、試験のために浦和美園駅まで非営業列車であるものの走行入線記録があり、これらと並んでいる車両のパスネットも発売されていた。

### 列車番号と車両運用
各列車の車両の所属は列車番号で判別でき、列車番号末尾アルファベットの「S」が東京メトロ車両（30S - 78Sの偶数番号）、「M」が埼玉高速車両（80M - 98Mの偶数番号）、「K」が東急車両（01K - 48K）、「G」が相鉄車両（31G - 43G）となっている（「T」は都交通局車両で21T - 89Tの奇数番号）。
列車番号が6桁の数字で組み立てられる東急目黒線内では、上3桁が運用番号を表し、300番台は東京メトロ車両、500番台は埼玉高速車両、200番台は東急車両、600番台は相鉄車両となっており（400番台は都交通局車両）、一般の利用者は列車番号を『MY LINE 東京時刻表』（交通新聞社）の列車番号欄で確認することができる。
東急・相鉄両者の車両による運用は、三田線運用と南北線・埼玉高速線運用とで別々に組まれ、奇数番号（東急線内基準）が三田線運用、偶数番号（同）が南北線・埼玉高速線運用となっている。そのため、奇数番号と奇数番号＋1の偶数番号（例：01Kと02K）を同一車両で運転されていることから一部の運用番号が欠番となっている。
各事業者間の走行距離調整の関係上、東急車・相鉄車は目黒線に乗り入れない列車（白金高輪折り返しなど）にも使用されている。

## 利用状況
埼玉高速鉄道株式会社が設立された1992年時点の需要予測では、2000年度の1日平均輸送人員は231,000人と算出していた。この予測値は開業直前に下方修正し、開業翌年度にあたる2001年度の1日平均輸送人員を105,000人と予想していた。2004年度に146,000人まで増加し、以後は毎年2,000人ずつ増加すると予想していた。しかし、実際には2001年度の1日平均輸送人員は47,000人に留まり、開業直前に予想していた1日平均輸送人員の半分未満に留まった。
赤字路線ではあったものの、沿線人口の増加や駅機能の強化等を背景として、2008年（平成20年）度までは輸送人員が着実に増加した。その後のリーマンショックや東日本大震災の影響で2011年（平成23年）度まで定期外輸送人員が減少傾向にあったが、2012年（平成24年）度からは再度増加傾向に転じ、2015年度に1日平均輸送人員が開業以来初めて10万人を越えた。
開業以降の輸送実績を下表に記す。表中、最高値を赤色で、最高値を記録した年度以降の最低値を青色で、最高値を記録した年度以前の最低値を緑色で表記している。
| 年度               | 輸送実績（乗車人員）：人/日 | 輸送実績（乗車人員）：人/日 | 輸送実績（乗車人員）：人/日 | 最混雑区間（川口元郷 → 赤羽岩淵間）輸送実績 | 最混雑区間（川口元郷 → 赤羽岩淵間）輸送実績 | 最混雑区間（川口元郷 → 赤羽岩淵間）輸送実績 | 最混雑区間（川口元郷 → 赤羽岩淵間）輸送実績 | 特記事項 |
| 年度               | 定期                        | 定期外                      | 合計                        | 運転本数：本                                | 輸送力：人                                  | 輸送量：人                                  | 混雑率：%                                   | 特記事項 |
| ------------------ | --------------------------- | --------------------------- | --------------------------- | ------------------------------------------- | ------------------------------------------- | ------------------------------------------- | ------------------------------------------- | --- |
| 2000年（平成12年） |                             |                             |                             |                                             |                                             |                                             |                                             | 2001年3月28日 赤羽岩淵駅 - 浦和美園駅間開業                                                                       |
| 2001年（平成13年） | 30,074                      | 16,865                      | 46,939                      | 15                                          | 13,230                                      | 5,971                                       | 45                                          | |
| 2002年（平成14年） | 35,236                      | 18,917                      | 54,153                      | 15                                          | 13,230                                      | 11,801                                      | 89                                          | 2002 FIFAワールドカップ開催                                                                                       |
| 2003年（平成15年） | 38,866                      | 20,276                      | 59,142                      | 15                                          | 13,230                                      | 10,453                                      | 79                                          | |
| 2004年（平成16年） | 43,194                      | 21,688                      | 64,882                      | 15                                          | 13,230                                      | 12,315                                      | 93                                          | |
| 2005年（平成17年） | 46,321                      | 22,269                      | 68,590                      | 15                                          | 13,230                                      | 12,438                                      | 94                                          | |
| 2006年（平成18年） | 49,718                      | 25,437                      | 75,155                      | 12                                          | 10,584                                      | 12,482                                      | 118                                         | |
| 2007年（平成19年） | 53,879                      | 26,501                      | 80,380                      | 14                                          | 12,348                                      | 14,416                                      | 117                                         | |
| 2008年（平成20年） | 57,275                      | 26,527                      | 83,802                      | 14                                          | 12,348                                      | 14,941                                      | 121                                         | 2008年6月22日、東急目黒線延伸開業に伴って、日吉まで延長運転                                                       |
| 2009年（平成21年） | 58,545                      | 25,193                      | 83,738                      | 12                                          | 10,584                                      | 13,286                                      | 126                                         | 最混雑時間帯を変更                                                                                                |
| 2010年（平成22年） | 59,659                      | 25,413                      | 85,072                      | 12                                          | 10,584                                      | 12,523                                      | 118                                         | 東日本大震災発生年度                                                                                              |
| 2011年（平成23年） | 59,714                      | 24,940                      | 84,654                      | 12                                          | 10,584                                      | 10,891                                      | 103                                         | |
| 2012年（平成24年） | 61,816                      | 26,112                      | 87,928                      | 12                                          | 10,584                                      | 12,476                                      | 118                                         | |
| 2013年（平成25年） | 65,714                      | 26,764                      | 92,478                      | 15                                          | 13,230                                      | 14,682                                      | 111                                         | |
| 2014年（平成26年） | 67,946                      | 27,371                      | 95,317                      | 15                                          | 13,230                                      | 14,592                                      | 110                                         | |
| 2015年（平成27年） | 71,251                      | 29,427                      | 100,678                     | 15                                          | 13,230                                      | 15,965                                      | 121                                         | |
| 2016年（平成28年） | 74,505                      | 30,529                      | 105,034                     | 14                                          | 12,348                                      | 15,212                                      | 123                                         | |
| 2017年（平成29年） | 79,194                      | 31,729                      | 110,923                     | 15                                          | 13,230                                      | 16,319                                      | 123                                         | |
| 2018年（平成30年） | 85,216                      | 32,525                      | 117,741                     | 16                                          | 14,112                                      | 18,019                                      | 128                                         | |
| 2019年（令和元年） |                             |                             | 121,828                     | 15                                          | 13,230                                      | 17,350                                      | 131                                         | |
| 2020年（令和02年） |                             |                             | 93,241                      | 16                                          | 14,112                                      | 13,601                                      | 96                                          | |
| 2021年（令和03年） |                             |                             | 96,924                      | 16                                          | 14,112                                      | 15,488                                      | 110                                         | |
| 2022年（令和04年） |                             |                             | 108,027                     | 16                                          | 14,112                                      | 15,523                                      | 110                                         | 2022年4月1日、8両編成化 2023年3月18日、東京メトロ南北線・東急目黒線を経由して東急新横浜線・相鉄線との直通運転開始 |

一日平均輸送人員の予測値と実績値を下表に示す。
| 年度               | 予測値  | 予測値  | 予測値             | 予測値         | 実績値  |
| 年度               | 計画時  | 開業時  | 経営健全化支援計画 | 経営改革プラン | 実績値  |
| ------------------ | ------- | ------- | ------------------ | -------------- | ------- |
| 2000年（平成12年） | 231,000 | 85,000  |                    |                |         |
| 2001年（平成13年） |         | 105,000 |                    |                | 46,939  |
| 2002年（平成14年） |         | 126,000 |                    |                | 54,153  |
| 2003年（平成15年） |         | 139,000 |                    |                | 59,142  |
| 2004年（平成16年） |         | 146,000 | 63,000             |                | 64,882  |
| 2005年（平成17年） |         | 148,000 | 67,000             |                | 68,590  |
| 2006年（平成18年） |         | 150,000 | 71,000             |                | 75,155  |
| 2007年（平成19年） |         | 152,000 | 77,000             |                | 80,380  |
| 2008年（平成20年） |         | 154,000 | 84,000             |                | 83,802  |
| 2009年（平成21年） |         | 156,000 | 91,000             |                | 83,738  |
| 2010年（平成22年） | 274,000 | 158,000 | 100,000            | 86,700         | 85,072  |
| 2011年（平成23年） |         | 160,000 | 110,000            | 90,200         | 84,654  |
| 2012年（平成24年） |         | 162,000 | 120,000            | 95,300         | 87,928  |
| 2013年（平成25年） |         | 164,000 | 130,000            | 101,000        | 92,478  |
| 2014年（平成26年） |         |         |                    | 107,200        | 95,317  |
| 2015年（平成27年） |         |         |                    | 113,000        | 100,678 |
| 2016年（平成28年） |         |         |                    | 119,000        | 105,034 |
| 2017年（平成29年） |         |         |                    | 123,000        | 110,923 |
| 2018年（平成30年） |         |         | 161,000            | 127,000        | 117,741 |
| 2019年（令和元年） |         |         |                    | 131,000        | 121,828 |
| 2020年（令和02年） |         |         |                    |                | 93,241  |
| 2021年（令和03年） |         |         |                    |                | 96,924  |
| 2022年（令和04年） |         |         |                    |                | 108,027 |
| 2023年（令和05年） |         |         | 165,000            | 143,000        |         |
| 2024年（令和06年） |         |         |                    |                |         |
| 2025年（令和07年） |         |         |                    |                |         |
| 2026年（令和08年） |         |         |                    |                |         |
| 2027年（令和09年） |         |         |                    |                |         |
| 2028年（令和10年） |         |         | 168,000            | 144,000        |         |

## 駅一覧
- 駅ナンバリングは2016年度中より順次導入[3]。番号は東京メトロ南北線からの連番。
- 色は各駅のステーションカラーを示す。赤羽岩淵駅は東京メトロの管轄であるため、埼玉高速鉄道としてのステーションカラーの設定はない（「東京メトロ南北線#駅一覧」を参照）。

| 駅番号       | 駅名         | 色           | 駅間キロ     | 営業キロ     | 接続路線・備考                                                                                                | 所在地 | 所在地 |
| ------------ | ------------ | ------------ | ------------ | ------------ | --- | --- | --- |
| 直通運転区間 | 直通運転区間 | 直通運転区間 | 直通運転区間 | 直通運転区間 | 東京メトロ南北線・ 東急目黒線・ 東急新横浜線・ 相鉄新横浜線経由 相鉄本線海老名駅、 相鉄いずみ野線湘南台駅まで | 東京メトロ南北線・ 東急目黒線・ 東急新横浜線・ 相鉄新横浜線経由 相鉄本線海老名駅、 相鉄いずみ野線湘南台駅まで | 東京メトロ南北線・ 東急目黒線・ 東急新横浜線・ 相鉄新横浜線経由 相鉄本線海老名駅、 相鉄いずみ野線湘南台駅まで |
| SR19         | 赤羽岩淵駅   |              | -            | 0.0          | 東京地下鉄： 南北線 (N-19)（直通運転：上記参照）                                                              | 東京都 北区                                                                                                   | 東京都 北区                                                                                                   |
| SR20         | 川口元郷駅   |              | 2.4          | 2.4          | | 埼玉県 | 川口市 |
| SR21         | 南鳩ヶ谷駅   |              | 1.9          | 4.3          | | 埼玉県 | 川口市 |
| SR22         | 鳩ヶ谷駅     |              | 1.6          | 5.9          | | 埼玉県 | 川口市 |
| SR23         | 新井宿駅     |              | 1.6          | 7.5          | | 埼玉県 | 川口市 |
| SR24         | 戸塚安行駅   |              | 2.5          | 10.0         | | 埼玉県 | 川口市 |
| SR25         | 東川口駅     |              | 2.2          | 12.2         | 東日本旅客鉄道： 武蔵野線 (JM 23)                                                                             | 埼玉県 | 川口市 |
| SR26         | 浦和美園駅   |              | 2.4          | 14.6         | 車両基地所在駅                                                                                                | 埼玉県 | さいたま市 緑区                                                                                               |

1. ↑  他社接続の共同使用駅で、東京地下鉄の管轄駅である。

## ICカードについて
埼玉高速鉄道では、PASMO導入前に独自のICカードが定期券のみで導入されていた。

## 今後の予定

### 岩槻方面延伸
2000年（平成12年）の運輸政策審議会答申第18号において、「2015年までの開業が適当な路線」として浦和美園 - 県営サッカースタジアム - 岩槻 - 蓮田の延伸（約13km）が挙げられている。なお、蓮田駅から先をさらに白岡市、久喜市、加須市を経由して羽生市まで延伸する構想もある。
2005年（平成17年）9月には、「埼玉高速鉄道延伸検討委員会」が岩槻駅で東武野田線への直通運転も検討することとなり、大宮ルートと春日部ルートの2方向の案が検討されたが、東武野田線の設備等の構造により直接の乗り入れは不可能であり、東武野田線岩槻駅地下部に駅舎を建設する方向でまとまった。その後の延伸事業などについては資金の目処がついてからという最終答申が出ている。
その他、利用者の利便性向上などの理由で、埼玉高速鉄道線内で優等列車の運転を実施するかどうかを「埼玉高速鉄道延伸検討委員会」などにおいて検討を行ってきたが、2012年（平成24年）3月13日に「地下鉄7号線延伸検討委員会」は延伸の可否自体について「一般的な目安に到達していない」とし、現時点では時期尚早との判断を下した。ただし、検討委員会は同時に「沿線地域の活性化・開発を進めることで、プロジェクトの評価を高めることは可能」とし、最終的な判断は埼玉県とさいたま市に委ねられることになった。これを受けてさいたま市は同年4月23日、市役所に「地下鉄7号線延伸実現方策検討会」を設置し、延伸実現に向けた課題の整理を開始した。10月1日、清水勇人さいたま市長は2012年度内としていた岩槻駅までの延伸事業着手の延期を表明、沿線のまちづくりを進めて5年後の着手を目指すこととなった。
なお、延伸計画区間のうち、浦和美園駅 - 埼玉スタジアム2002間に関しては、埼玉スタジアム2002が2020年に開催される予定の東京オリンピックにおいて、サッカー競技の会場となることから、2013年の開催決定段階ではオリンピックまでに早期延伸を要望する声もあった。
2016年の交通政策審議会による「交通政策審議会答申第198号」では、「地域の成長に応じた鉄道ネットワークの充実に資するプロジェクト」として位置付けられ、「課題」として「事業性に課題があるため、関係地方公共団体等において、事業性の確保に必要な需要の創出に繋がる沿線開発や交流人口の増加に向けた取組等を着実に進めた上で、事業計画について十分な検討が行われることを期待」との意見が付けられた。
2021年4月30日、埼玉県とさいたま市で岩槻延伸に向け連携、協力して取り組むことで合意したと発表した。